# Сахаров, Виктор Викторович
Ви́ктор Ви́кторович Са́харов (20 июля [1 августа] 1848, Клинский уезд, Московская губерния — 22 ноября [5 декабря] 1905, Саратов) — русский военачальник, генерал-лейтенант (1897), генерал-адъютант (1903). Начальник Главного штаба Русской императорской армии (1898—1904). Военный министр Российской империи (1904—1905). Убит в результате террористического акта.

## Биография
Сын потомственного дворянина, статского советника, мирового судьи Клинского округа и земского начальника 5-го участка Клинского уезда Виктора Степановича Сахарова (1818—1903), у которого с мая 1892 по октябрь 1893 года в Клину снимал дом П. И. Чайковский.
Окончил 2-ю Московскую военную гимназию в 1864 году и 3-е Александровское военное училище в 1866 году. До 1872 года проходил службу на младших офицерских должностях в 123-м Козловском пехотном полку и в Гренадерском полку. В 1875 году окончил Николаевскую академию Генерального штаба.
С 1875 года служил в штабе Санкт-Петербургского военного округа, совершил 8-месячную поездку по Германии, Франции и Италии для ознакомления с современными армиями. В 1876 году произведён в капитаны. В ноябре 1876 года зачислен состоять для поручений при начальнике штаба начальнике полевого штаба действующейДунайской армии генерале А. А. Непокойчицком. В январе 1877 года назначен начальником штаба Кавказской казачьей дивизии.
Участник русско-турецкой войны 1877—1878 годов, вступив в неё в прежней должности. В июне 1877 года причислен к штабу Передового кавалерийского отряда генерала И. В. Гурко, с которым проделал стремительный бросок через Балканские горы по Хаинкиойский перевал, участвовал в овладении Тырновом, Казанлыком и Шипкой. За этот поход по представлению командира Передового отряда 10 сентября 1877 года, состоящий на обер-офицерской вакансии для особых поручений при штабе Гвардейского корпуса Генерального штаба капитан Сахаров был произведён в подполковники. Затем участвовал во взятии Плевны, в декабре 1877 года назначен исполнять должность начальника штаба 2-й гренадерской дивизии, с которой проделал зимний поход через Балканы.
После войны несколько месяцев оставался в Болгарии, будучи состоящим для поручений при штабе Дунайской армии, с мая 1878 — старшим адъютантом заведующего строевым отделением штаба армии, с августа 1878 — обер-офицером для особых поручений при штабе Гвардейского корпуса. Однако в новую должность так и не вступил, будучи приказом главнокомандующего оставлен до расформирования штаба исполнять прежнюю должность.
Только в июне 1879 года уже вернувшийся незадолго до этого в Санкт-Петербург Сахаров вступил в должность состоящего для особых поручений при командующем войсками Гвардейского корпуса и Петербургского военного округа. 30 августа 1880 года подполковник Генерального штаба В. В. Сахаров был произведён в полковники. С января 1884 года исполнял должность начальника штаба 2-й гвардейской кавалерийской дивизии, в феврале 1885 года утверждён в этой должности. Одновременно преподавал в Офицерской кавалерийской школе и в дополнительном классе офицеров Николаевской академии Генерального штаба. В феврале 1890 года назначен на должность помощника начальника штаба Варшавского военного округа. 30 августа 1890 года произведён был в генерал-майоры. В дальнейшем занимал должности генерал-квартирмейстера штаба Варшавского военного округа, а с 22 сентября 1894 года — начальника штаба Одесского военного округа. 6 декабря 1897 года произведён «за отличия» в генерал-лейтенанты.
20 января 1898 года назначен начальником Главного штаба. В 1903 году пожалован в генерал-адъютанты. В эти годы состоял председателем Военно-учёного комитета и Комитета по мобилизации войск. По его инициативе были проведены преобразования, направленные на более оперативную разработку и принятие стратегических решений: в 1900 году в составе Главного штаба учреждены два новых важнейших отдела: оперативный и статистический, в следующем году — так называемая «часть генерал-квартирмейстера» (прообраз оперативного управления Главного штаба), отдел по передвижению войск был преобразован в Главное управление военных сообщений. Сахаров разработал проект нового «Положения о Главном штабе», которым возлагалась обязанность «сосредоточения данных, касающихся приведения войск на военное положение, а также разработки всех общих вопросов и соображений, относящихся до военной готовности государства и боевой деятельности войск», организация войск и выработка мероприятий по усилению боевой готовности армии и ряд других важных функций. Однако из-за начала войны утверждение этого проекта было отложено.
Когда военный министр генерал-адъютант А. Н. Куропаткин после начала русско-японской войны был поставлен во главе Маньчжурской армии и убыл на театр военных действий, В. В. Сахаров в феврале 1904 года назначен управляющим военным министерством, а уже 11 (24) марта 1904 года был утверждён военным министром. В июне 1905 года В. В. Сахаров официально обратился к императору Николаю II с просьбой уволить с поста военного министра и не давать ему нового назначения. 21 июня (4 июля) 1905 года был уволен от должности военного министра с оставлением в звании генерал-адъютанта.
Однако в конце октября 1905 года направлен по выбору императора в командировку для расследования причин и прекращения аграрных беспорядков в Саратовской и Пензенской губерниях. Вместе с губернатором П. А. Столыпиным объехал несколько уездов, выступая на сходах в ранее бунтовавших сёлах, и всякий раз после многочасовых бесед с ним крестьяне возвращали награбленное в поместьях добро и выдавали зачинщиков. Ни одного приказа о применении силы к крестьянам им отдано не было, хотя в революционной прессе распространялись слухи о том, что генерал «утопил всю губернию в крови» и отдаёт приказы о массовых порках крестьян.
22 ноября 1905 года в Саратове, в доме губернатора генерал Сахаров во время приема посетителей был застрелен эсеркой А. А. Биценко, которая подала ему подготовленное прошение, а когда генерал стал читать его, произвела в него 4 выстрела из бывшего при ней револьвера. Сахаров умер через несколько минут, террористка была задержана на месте его адъютантом (приговорена к смертной казни, заменённой бессрочной каторгой, освобождена после Февральской революции, репрессирована уже в СССР и расстреляна в 1938 году). Губернатор Столыпин во время убийства находился в одной из соседних комнат. Тело генерала было доставлено в Санкт-Петербург, где он был похоронен на кладбище Воскресенского Новодевичьего монастыря (Новодевичье кладбище Санкт-Петербурга).
Являлся почётным членом Николаевской академии Генерального штаба (1899) и Николаевской инженерной академии (1904).

## Cемья
- Супруга — Елена Михайловна, урождённая Добровольская (в браке с 1891 года)[9], потомственная дворянка, дочь коллежского советника. В браке было 3 детей[1].
  - Дочь — София (род. 13 января 1892—1966), подвергалась арестам в 1931 и в 1938 году, до 1943 года в заключении в лагерях, реабилитирована в 1955 году[10]
  - Дочь — Елена Викторовна (29 января 1894, Варшава — 20 марта 1989, Париж[11]), в первом замужестве Ладыженская[10], во втором — Полунина, вторая жена бывшего штабс-капитана Аркадия Полунина, соучастника убийства В. В. Воровского[9], с 1919 года в эмиграции.
  - Сын — Илья (род. 5 июля 1895—1931), офицер, расстрелян по делу «Весна»[2]
- Брат — Всеволод (18 февраля 1851 — 2 марта 1935, Брюссель)[10], генерал от инфантерии (с 1906), помощник туркестанского генерал-губернатора[12], с 1918 года в эмиграции
- Брат — Владимир (1853—1920), генерал от кавалерии (1908), убит во время гражданской войны.

## Награды
- Орден Святой Анны 3-й степени с мечами и бантом (05.09.1877)[1]
- Орден Святого Станислава 2-й степени с мечами (25.09.1877)
- Орден Святой Анны 2-й степени с мечами (23.01.1878)
- Орден Святого Владимира 4-й степени с мечами и бантом (30.04.1878)
- Орден Святого Владимира 3-й степени (06.05.1884)
- Бриллиантовый перстень с вензелем Его Императорского Величества (21.04.1885)
- Орден Святого Станислава 1-й степени (30.08.1893)
- Орден Святой Анны 1-й степени (14.05.1896)
- Орден Святого Владимира 2-й степени (01.01.1901)
- Орден Белого орла (06.12.1903)

Иностранные:
- Румынский Железный крест (1879)
- Прусский Орден Красного орла 2-й степени (1888)
- Бухарский Орден Короны Бухары с бриллиантовыми украшениями (1898)
- Болгарский орден Святого Александра (1898)
- Французский Орден Почётного легиона, большой офицерский крест (1899)
- Румынский Орден Звезды Румынии, большой крест (1899)
- Портрет персидского шаха, украшенный алмазами (1901)
- Эфиопский Орден Звезды Эфиопии 1-й степени с лентой (1901)
- Сербский Орден Таковского креста 1-й степени (1901)
- Персидский Орден Льва и Солнца 1-й степени (1900)
- Японский Орден Восходящего солнца 1-й степени (1902)
- Итальянский Орден Святых Маврикия и Лазаря 1-й степени (1902)

## Сочинения
- История конницы. — СПб., 1889.